# 第41次長期滞在
第41次長期滞在(だい41じちょうきたいざい、英語: Expedition 41)は国際宇宙ステーション(ISS)への41回目の長期滞在である。
2014年9月10日に、ソユーズTMA-12Mがドッキング解除し第40次長期滞在の乗組員が地球へ帰還してから始まった。
この長期滞在はソユーズTMA-13Mがドッキングを解除し、スラエフ、ワイズマン、ゲルストが地球に帰還した2014年11月10日に終了し、残った3名の第41次長期滞在乗組員はその後第42次長期滞在に参加している。

## 乗組員
| 職務                 | 第1期 ( - 2014年9月)                   | 第2期 ( 2014年9月 - 2014年11月 )            |
| -------------------- | -------------------------------------- | ------------------------------------------- |
| 船長                 | マクシム・スラエフ, RSA 2度目          | マクシム・スラエフ, RSA 2度目               |
| フライトエンジニア 1 | グレゴリー・R・ワイズマン, NASA 初飛行 | グレゴリー・R・ワイズマン, NASA 初飛行      |
| フライトエンジニア 2 | アレクサンダー・ゲルスト, ESA 初飛行   | アレクサンダー・ゲルスト, ESA 初飛行        |
| フライトエンジニア 3 |                                        | アレクサンダー・サマクチャイエフ, RSA 2度目 |
| フライトエンジニア 4 |                                        | エレナ・セロヴァ, RSA 初飛行                |
| フライトエンジニア 5 |                                        | バリー・E・ウィルモア, NASA 2度目           |

出展ESA

## 註
1. ↑  “Station Trio Undocks Ending Expedition 40”.   NASA.gov. 2014年9月10日閲覧。
2. ↑  “Expedition 41 Departs from Station in Soyuz”.   NASA.gov. 2014年11月10日閲覧。
3. ↑  “ESA astronaut Alexander Gerst to fly to Space Station in 2014”.   ESA. 2011年9月28日閲覧。